# 南さつま市立加世田中学校
南さつま市立加世田中学校（みなみさつましりつ かせだちゅうがっこう）は、鹿児島県南さつま市加世田武田にある市立中学校。

## 学校概要
- 現在の生徒数は351名である（2014年5月1日現在）。

## 沿革
- 1947年5月22日 - 加世田町立加世田小学校、川畑小学校、内山田小学校、長屋小学校の教室を借用して、加世田町立第一中学校、第二中学校が開校。
- 1949年4月13日 - 加世田町立第一中学校、第二中学校を統合し、加世田中学校が創立。
- 1954年7月15日 - 市制施行により、加世田市立加世田中学校となる。
- 1970年 - 旧鹿児島県立加世田農業高等学校（現在の鹿児島県立加世田常潤高等学校）の敷地跡に、新校舎が竣工し、移転する。
- 2005年 - 市町村合併により、南さつま市立加世田中学校となる。
- 2010年4月1日 -　南さつま市立津貫中学校閉校により同校と統合。

## 校区
- 加世田小学校
- 川畑小学校
- 長屋小学校
- 内山田小学校
- 津貫小学校
- 久木野小学校

## 校則
男子の頭髪は丸刈り（坊主）が強制されていたが、1997年（平成9年）1月8日（3学期）より校則が見直され、男子の長髪が認められるようになった。